# Kisfüzes
Kisfüzes là một thị trấn thuộc hạt Heves, Hungary. Thị trấn này có diện tích 4,81 km², dân số năm 2010 là 134 người, mật độ 28 người/km².